# Isla Ramree
La Isla Ramree es una isla situada frente a las costas del estado de Rakáin, en Birmania. El área de la isla es de unos 1350 km². 

## Batalla de la Isla Ramree
La Batalla de la Isla Ramree tuvo lugar allí durante seis semanas entre enero y febrero de 1945, como parte de una ofensiva del 14.º Ejército Británico a principios de 1945 en el Frente Sur de la Campaña de Birmania durante la Segunda Guerra Mundial. 

## Gasoducto
La Isla Ramree también es la sede de un proyecto de sistemas de gasoductos a construirse desde la costa del Océano Índico de Birmania hacia la provincia de Yunnan en China. Desde un puerto de aguas profundas que se concluyó en Kyaukphyu, en el estado de Rakhine y de la Isla Ramree, el petróleo de Oriente Medio y el gas procedentes de la costa de Birmania, respectivamente, serán transportados a través de los gasoductos a China. 
Los gasoductos permitirán a China depender menos del petróleo y el gas transportados por el océano a través del traicionero Estrecho de Malaca y también reducir a aproximadamente dos semanas el tiempo de transporte. Las tarifas de transporte por el gasoducto serán una fuente de ingresos para el gobierno de Birmania, que se añadiría a la venta del gas. La construcción comenzó en enero de 2008.